# 秋田市立土崎中学校
秋田市立土崎中学校（あきたしりつ つちざきちゅうがっこう）は、秋田県秋田市土崎港にある公立中学校。略称は「土中（つちちゅう）」、「崎中（ざきちゅう）」。

## 沿革
- 1947年 - 秋田市立土崎小学校に併設する形で創立
- 1958年 - 校歌制定
- 1982年
  - 新設の秋田市立将軍野中学校に一部を分離
  - 学校完全給食開始
- 1991年 - 新設の秋田市立飯島中学校に一部を分離

## 所在地
- 秋田県秋田市土崎港北一丁目3番1号[1]

## 進学前小学校
- 秋田市立土崎小学校[2]
- 秋田市立港北小学校[2]

## 著名な出身者
- 棚橋正博（日本近世文学研究者 / 帝京大学教授）[要出典][3]
- 佐藤秀明（プロ野球選手）
- 三浦正行（プロ野球選手 / コーチ）[4]
- 三平晴樹（プロ野球選手）[5]
- 今井宏（予備校講師）
- 白瀬英春（柔道家）